# DuckTales (відеогра)
DuckTales (яп. わんぱくダック夢冒険, Wanpaku Dakku Yume Bōken, укр. Качині історії, дослівно — Зіпсовані качині мрії про пригоди) — відеогра в жанрі екшн-платформера, заснована на анімаційному телевізійному серіалі «Качині історії» компанії Disney.